# Аль-Каида в странах исламского Магриба
Аль-Каида в Исламском Магрибе (АКСИМ), известная ранее как Салафитская группа проповеди и джихада (араб. الجماعة السلفية للدعوة والقتال‎ (al-jamaa`atu l-salafiyyatu li l-da`wati wa l-qitaal); фр. Groupe Salafiste pour la Prédication et le Combat, GSPC) — салафитская террористическая организация, одна из основных действующих сил в конфликте в Магрибе. Базируется в Алжире, совершая акции в сопредельных странах, особенно в Чаде и Нигере.
Целью организации является свержение правительства Алжира и создание исламского государства.
Группировка возникла как «Салафитская группа проповеди и джихада». С тех пор она заявила о своем намерении атаковать европейские (включая испанские и французские) и американские цели. Признана террористической организацией ООН, Австралией, Канадой, Малайзией, Россией, Объединенными Арабскими Эмиратами, Великобританией и США.
Членами организации в основном являются алжирские и местные общины Сахары (такие как племенные кланы туарегов и берабиче в Мали), а также марокканцы из городских пригородов этой североафриканской страны, В руководстве салафитской группировки в основном преобладают алжирцы. Группировка также подозревалась в связях с «Харакат аш-Шабаб».
АКСИМ сосредоточена на похищении людей с целью получения выкупа как средства сбора средств и, по оценкам, за последнее десятилетие собрала более 50 миллионов долларов.
2 марта 2017 года филиал АКСИМ в Сахаре объединился с Фронтом освобождения Масина, Ансар ад-Дин и Аль-Мурабитун в «Джамаат Нусрат аль-Ислам валь-Муслимин».

## История

### Название
Официальное название группы — Аль-Каида в странах исламского Магриба (араб. الجماعة السلفية للدعوة والقتال‎), часто используется сокращенное название — Аль-Каида в исламском Магрибе (от фр. al-Qaïda au Maghreb islamique, AQMI).
До января 2007 года была известна как Салафитская группа проповеди и джихада (от фр. Groupe la Salafiste Prédication et le Combat, GSPC).

### Основание организации
Основана в 1997 году бывшим командиром «Вооружённой исламской группы», основного движения радикальных исламистов Алжира. Является одной из немногих групп этого рода, не подписавших мирный договор с правительством. Периодически обвиняется в связях с «Аль-Каидой», однако кроме морального родства и переименования в «Аль-Каиду Магриба» прямых доказательств сотрудничества пока не найдено, и модус операнди «Салафитской группы» значительно отличается от идей и стратегии, исповедуемых «Аль-Каидой».
В видеозаписи, распространённой «Аль-Каидой» 11 сентября 2006 года, заместитель Усамы бен Ладена Айман аз-Завахири объявил, что:
«„Салафитская группа проповеди и джихада“ присоединилась к организации „Аль-Каида“… пусть это будет костью в горле американских и французских крестоносцев и их союзников, и посеет страх в сердцах французских предателей и сынов изменников».
В январе 2007 года «Салафитская группа проповеди и джихада» объявила, что теперь он будет действовать под именем «Аль-Каида в странах исламского Магриба» (АКСИМ).
Верховный суд РФ признал организацию террористической и запретил её деятельность на территории Российской Федерации.

## Акции
- 9 сентября 2007 года в городе Деллис взорвался заминированный автомобиль. 30 человек погибло, ещё 60 были ранены[29].
- 11 декабря 2007 года в Алжире была взорвана гостиница. Погибло 26 человек, в том числе один гражданин Сенегала и один датчанин, ещё 177 человек получили ранения[30].
- 2 января 2008 года в городе Насирия, находящегося в 120 километрах от столицы Алжира, смертник на автомобиле въехал в полицейский участок. В результате взрыва погибло 3 человека, 20 было ранено[31].
- 7 февраля 2008 года в провинции Эль-Уэд боевиками был атакован автомобиль с жандармами. Погибло 8 жандармов[32][33].
- 8 июня 2008 года на железнодорожной станции в городе Бени-Амран взорвались две бомбы. Погибло, по разным данным, от 12 до 13 человек, в том числе 8 солдат, 2 пожарных и один французский инженер[34].
- 23 января 2009 года около города Ниамея были похищены 2 швейцарца, 1 британец и 1 немец[35]. Похищенных удерживали на территории Мали. 3 июня 2009 года британец был казнён боевиками[36].
- 3 июня 2009 года в провинции Бумердес была взорвана и обстреляна автоколонна. Погибло 8 полицейских и 2 учителя[37].
- 27 августа 2011 года в результате самоподрыва двух смертников возле военных казарм в городе Шаршал в Алжире погибло 36 человек[38].
- 22 октября 2011 года в Алжире организацией были похищены 2 испанцев и итальянка[39].
- 24 ноября 2011 года на территории Мали были похищены два французских геолога[40].
- 20 ноября 2015 года — захват заложников в Бамако
- 15—16 января 2016 года — теракты в Уагадугу